# Azzedine Lagab
Azzedine Lagab   (Alger, 18 de setembre de 1986) és un ciclista algerià professional des del 2009 i actualment a l'equip Mouloudia Club d'Alger. Ha guanyat diversos campionats nacionals en ruta i en contrarellotge. El 2011 guanyà la general del Tour d'Algèria i el Circuit d'Alger. Ha participat en dues edicions dels Jocs Olímpics d'Estiu, el 2012 i 2020.

## Palmarès
- 2008
  -  Campió d'Algèria en contrarellotge
  - 1r al Gran Premi de la Banque de l'Habitat
  - 1r al Gran Premi de la Vila de Tunis
- 2009
  -  Campió d'Algèria en ruta
  - 1r al Tour d'Alger i vencedor d'una etapa
- 2010
  -  Campió d'Algèria en ruta
- 2011
  -  Campió d'Algèria en contrarellotge
  - 1r al Tour d'Algèria i vencedor d'una etapa
  - 1r al Circuit d'Alger
  - 1r al Challenge del Príncep-Trofeu del Príncep
  - Vencedor de 2 etapes al Tour de Faso
- 2012
  -  Campió d'Algèria en ruta
  -  Campió d'Algèria en contrarellotge
  - Vencedor d'una etapa al Tour d'Algèria
  - Vencedor d'una etapa al Kwita Izina Cycling Tour
- 2013
  - Campió àrab en contrarellotge
  - Campió àrab en contrarellotge per equips
  - Vencedor de 2 etapes al Tour de Ruanda
- 2014
  - Campió àrab en contrarellotge
  - Campió àrab en contrarellotge per equips
  -  Campió d'Algèria en contrarellotge
  - 1r al Circuit d'Alger
  - 1r al Tour de Al Zubarah i vencedor d'una etapa
  - Vencedor d'una etapa al Tour de Blida
  - Vencedor d'una etapa al Tour de Constantina
- 2015
  - 1r al Tour d'Orània
  - 1r al Circuit de Constantina
  - Vencedor d'una etapa al Tour d'Annaba
- 2016
  -  Campió d'Algèria en contrarellotge
  - Vencedor d'una etapa al Tour del Senegal
  - Vencedor d'una etapa al Tour de Faso
- 2017
  -  Campió d'Algèria en contrarellotge
- 2018
  -  Campió d'Algèria en contrarellotge
  - 1r al Tour d'Algèria
  - Vencedor de 2 etapes al Tour de Ruanda
- 2019
  - 1r al Gran Premi Chantal Biya i vencedor d'una etapa
- 2021
  -  Campió d'Algèria en ruta
  -  Campió d'Algèria en contrarellotge
  - 1r al Gran Premi de la vila d'Oran i vencedor d'una etapa
  - 1r al Gran Premi Velo Erciyes
  - Vencedor d'una etapa al Tour de Tipaza
- 2022
  -  Campió d'Algèria en contrarellotge
- 2023
  - 1r al Tour des Zibans i vencedor d'una etapa
  - 1r al Gran Premi de la vila d'Oran
  - Vencedor d'una etapa de la Tropicale Amissa Bongo
- 2024
  -  Campió d'Algèria en ruta
  -  Campió d'Algèria en contrarellotge
  - Vencedor d'una etapa al Tour de Benín
- 2025
  -  Campió d'Algèria en contrarellotge
  - Vencedor d'una etapa al Tour d'Algèria
  - 1r al Gran Premi Sonatrach